# Derovere
Derovere (Drùver in dialetto cremonese) è un comune italiano di 286 abitanti della provincia di Cremona in Lombardia.

## Storia
Derovere (anticamente De' Rovere) è un piccolo centro abitato di antica origine.
In età napoleonica (1810) il comune di Derovere fu soppresso e aggregato al limitrofo comune di Cingia de' Botti, recuperando l'autonomia nel 1816, in seguito all'istituzione del Regno Lombardo-Veneto.
All'Unità d'Italia (1861) Derovere contava 345 abitanti. Nel 1868 vennero aggregati a Derovere i comuni di Ca' de' Bonavogli e Casalorzo Geroldi.

### Simboli
Il comune di Derovere non ha ancora adottato un proprio stemma e
gonfalone.

## Società

### Evoluzione demografica
Negli ultimi 60 anni, il comune ha perso circa i tre quarti della popolazione.Abitanti censiti

## Geografia antropica
Secondo lo statuto comunale e secondo l'ISTAT, il territorio comunale comprende, oltre al capoluogo, la località di Ca' de' Bonavogli e i nuclei di Casalorzo Geroldi, Casalorzo Boldori, Cà de' Cervi, Ca' de' Novelli e Ferabò.